# Arthur Chenevière

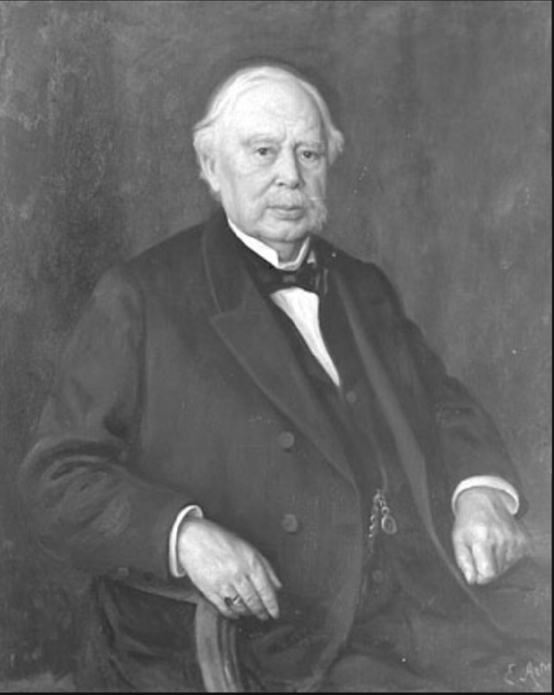
Arthur Chenevière, Porträt von Marc Emile Artus (1861–1916), 1908

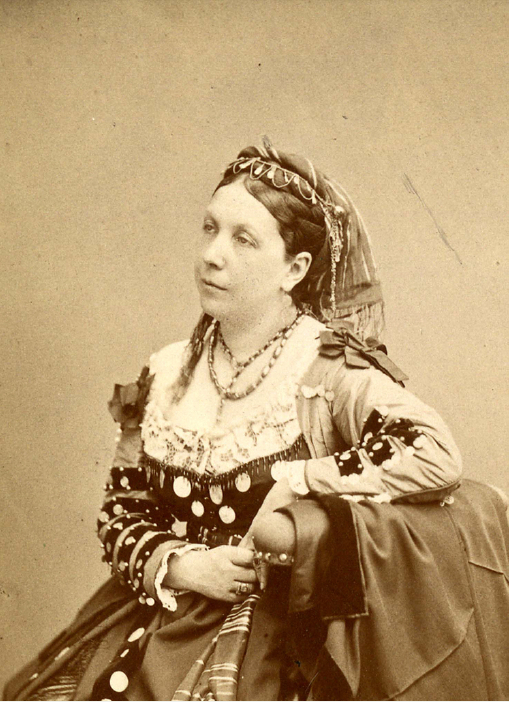
Susanne-Firmine Chenevière, Fotografie von Emile Pricam (1844–1919)

Arthur Chenevière (* 27. Oktober 1822 in Genf; † 19. Januar 1908 in Sanremo; heimatberechtigt in Genf) war ein Schweizer Bankier und Politiker.

## Leben

### Familie

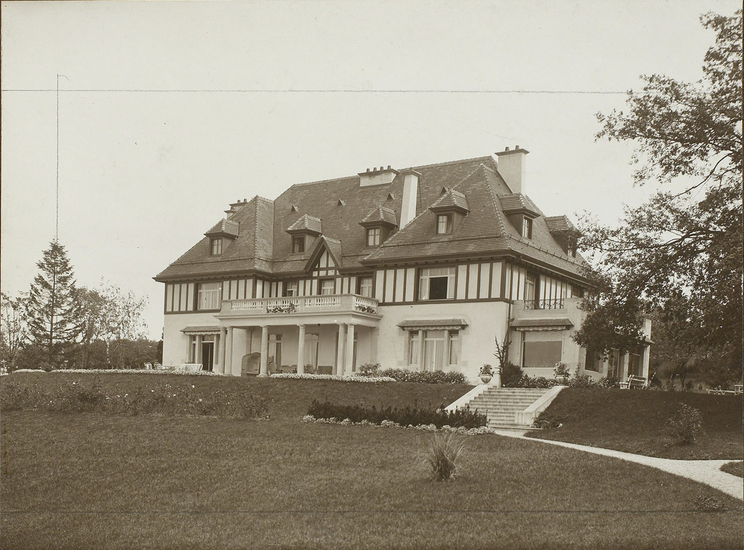
Villa Chenevière in Cologny, 1911

Arthur Chenevière entstammte dem Genfer Geschlecht Chenevière und war der Sohn des Theologen Jean-Jacques-Caton Chenevière und dessen Ehefrau Andrienne (* 23. August 1792 in Paris; † 2. Juli 1836 in Genf), die Tochter von Louis-Marie-Gédéon Bourdillon (1765–1810); er hatte noch sechs Geschwister.
Er war seit dem 16. September 1845 mit Susanne-Firmine (* 27. Juni 1822 in Genf; † 6. Februar 1888), der Tochter des Pfarrers David-François Munier (1798–1872), verheiratet; gemeinsam hatten sie drei Söhne und eine Tochter. Zu seinen Kindern zählte unter anderem der Schriftsteller Adolphe Chenevière, dessen Sohn Jacques Chenevière (* 17. April 1886 in Paris; † 22. April 1976 in Genf) ebenfalls Schriftsteller sowie ein prominentes Mitglied des Internationalen Komitees vom Roten Kreuz (IKRK) war. Seine Tochter Amelie Chenevière (* 9. September 1846 in Genf; † 17. April 1889 ebenda) war mit dem US-amerikanischen Unternehmer James Tuttle Bates verheiratet; deren gemeinsame Tochter Alice Bates (1876–1949) war mit dem Juristen und Vizepräsidenten des IKRK Alfred Gautier (1858–1920) verheiratet.
Von 1910 bis 1911 wurde durch den Architekten Maurice Turrettini seine Villa an der Route de la Capite 91 in Cologny erbaut. Das Gelände der früheren Villa Chenevière ist heute der Hauptsitz des Weltwirtschaftsforums.
Mit Alfred Escher befand er sich im Briefaustausch.
Er wurde auf dem Friedhof Plainpalais (siehe Cimetière des Rois) in Genf beigesetzt.

### Werdegang
Arthur Chenevière besuchte das Collège Calvin und anschliessend seit 1837 die Académie de Genève (siehe Universität Genf).
1840 wurde er Angestellter der Banque Bonna & Cie., die dann später Bank Lombard, Odier & Cie. hiess.
Er machte sich 1868 mit der Banque Chenevière & Cie., die er bis 1890 leitete, selbständig, beteiligte sich drei Jahre später an der Gründung der Deutschen Vereinsbank und war zudem Verwaltungsrat unter anderem bei der BNP Paribas, von 1863 bis 1904 bei der Basler Handelsbank, von 1866 bis 1900 bei der Genfer Industrie- und Handelskammer, von 1867 bis 1908 bei der Sparkasse Genf, von 1872 bis 1902 bei der Versicherungsgesellschaft La Genevoise. Von 1879 bis 1890 bei der Schweizerischen Eisenbahnbank in Basel und von 1880 bis 1898 bei der Omnium - Sociéte civile genevoise d'emploi de fonds.

### Politisches und gesellschaftliches Wirken

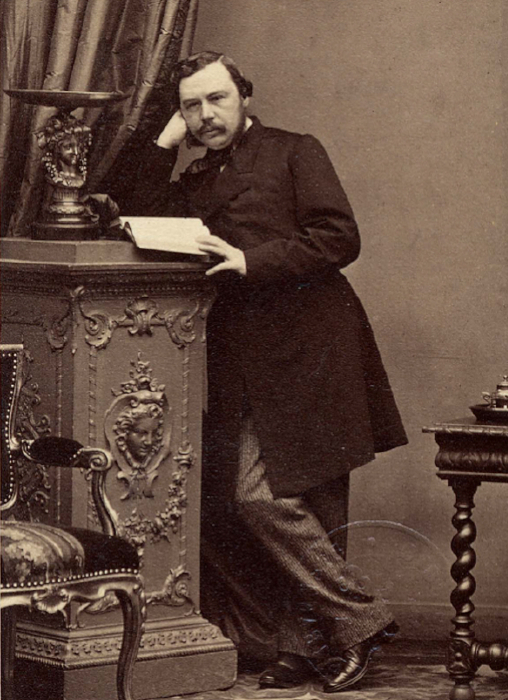
Arthur Chenevière, Fotografie von André Adolphe-Eugène Disdéri, 1864

Arthur Chenevière führte die konservative Parti indépendant («Unabhängige Partei»), die in Opposition zu den Radikalen von James Fazy stand, und spielte eine kontroverse Rolle in der Genfer Politik.
Von 1857 bis 1864 sass er im Genfer Munizipalrat; in dieser Zeit war er 1862 im Verfassungsrat und von 1862 bis 1864 Grossrat.
In seiner gegen James Fazy erfolgten Wahl in den Staatsrat am 21. August 1864 war das Ergebnis zunächst für ungültig erklärt worden, was tags darauf eine blutige Schiesserei mit acht Toten zwischen seinen Anhängern und denen seines Rivalen im Stadtzentrum von Genf auslöste. In der Folge wurde Genf mit eidgenössischen Truppen besetzt, Arthur Chenevières Wahl vom Bundesrat für gültig erklärt und eine gerichtliche Untersuchung angeordnet, die indes mit der Freisprechung sämtlicher Angeklagten endete.
Er wurde 1864, als Nachfolger von Jean-Jacques Challet-Venel in den Staatsrat gewählt und stand bis 1871 dem Finanzdepartement des Kantons Genf vor; er präsidierte den Staatsrat 1867 und 1869. Es gelang ihm, insbesondere über die Einführung neuer Steuern, das Budget auszugleichen. Als der Kulturkampf die Regierung Antoine Carteret an die Macht brachte, verliess er den Staatsrat.
Anfang 1871 wurde er, gemeinsam mit dem Appenzeller Arzt Arnold Roth, von den Bundesbehörden in das von den Preußen belagerte Paris (siehe Belagerung von Paris (1870–1871)) gesandt. Dort hielten sich zahlreiche Schweizer, unter anderem auch James Fazy, der 1864 dorthin geflohen war, auf. Nach einer schwierigen Anreise erhielten sie Zutritt in Paris und wurden vom Schweizer Botschafter Johann Konrad Kern empfangen, dem sie 10.000 Schweizer Franken übergeben konnten, damit dieser die Bedürftigsten der in Paris lebenden Schweizer versorgen konnte. Nach ihrer Rückkehr erstatteten sie dem Bundesrat Bericht von ihrer Reise.
Er amtierte von 1871 bis 1888 als Grossrat sowie vom 2. Dezember 1878 bis zum 30. November 1884 als Nationalrat; eine Wiederwahl lehnte er ab.
Als es aufgrund einer Pockenepidemie in der Schweiz zu einem Gesetzentwurf kam, stimmte Arthur Chenevière 1881 im Nationalrat für den Impfzwang.
1907 liess er die Kathedrale St. Peter mit einer neuen Orgel ausstatten.

## Ehrungen und Auszeichnungen
Die Strasse Chemin Chenevière-Munier in Cologny, einer der reichsten Gemeinden der Schweiz am linken Ufer des Genfersees, ist nach dem Ehepaar Chenevière benannt.